# 하후상
하후상(夏侯尙, ? ~ 225년)은 중국 후한 말기 ~ 삼국 시대 위나라의 장수로, 자는 백인(伯仁)이다. 하후연의 조카며 위 문제 조비의 친우이다.

## 행적
200년 초반에 조조가 기주를 평정할 때 군사마로 종군했으며, 그 후 오관장문학이 되었다. 대군에서 오환이 반란을 일으키자 조창이 정토하러 갔는데, 하후상은 조창의 참군으로 수행했다. 위나라 황조가 수립되자 정남장군 겸 형주 자사·가절·도독남방제군사가 되었다. 220년, 상주하여 상용을 기습할 것을 진언해, 서황과 함께 촉나라의 부군장군 유봉을 무찌르고 상용태수 신탐의 항복을 받아 3군 9현을 평정해 정남대장군이 되었다.
황초 3년(222년) 문제가 친히 완에 내려와 남정할 때, 여러 군을 거느리고 조진, 장합과 함께 강릉성을 포위하고, 오나라의 제갈근이 구원군을 이끌고 오자 제갈근 군대의 배를 불태우고 수륙 병진하여 이를 격파했다. 그러나 강릉성은 주연(朱然)이 항전하여 함락할 수 없었다. 《삼국지》 하후상전에서는 “아직 성을 함락하지 않았는데, 군에 역병이 돌았으므로 퇴각했다.”고 서술한다. 《삼국지》 동소전, 반장전과, 또 제갈근전에 배주로 인용된 《오록》의 내용은 조금 다르다. 하후상은 보병과 기병을 배를 통해 삼각주로 들여보내고, 부교를 만들어 남북으로 왕래하려 하였고, 이렇게 하여 성을 함락하고자 했다. 논의하는 사람들은 대부분 이 작전을 찬성했으며, 실제로 오나라 장군 제갈근과 양찬(楊粲)은 이런 하후상의 전법에 대해 어찌할 바를 몰랐다. 그러나 동소(董昭)의 상소를 받은 문제가 조칙을 내려 삼각주에서 빠져나오게 했고, 반장이 부교를 전소시킬 작정으로 떼를 만들어 띄우려고 하고 있었으므로 하후상 등의 군대는 삼각주를 빠져나왔다. 열흘 후 동소의 상소대로 물이 불어나 삼각지에 들어간 군대는 고립될 뻔하였다. 강릉현령 요태가 위나라와 내통하려 했으나 들통나 주연에게 죽임을 당하였고, 제갈근이 부교를 띄워 공격해 오니, 하후상 등은 이길 수 없게 되었으므로 퇴각했다.
문제는 하후상에게 조서를 내려, 아랫사람에게 형벌과 은혜를 베풀어 사람을 죽이고 살릴 수 있게 했다. 하후상은 이것을 장제에게 보였고, 장제는 문제에게 간언하여 이 조서를 물려오게 하였다.
황초 5년(224년), 창릉향후로 옮겨 봉해졌다. 하후상이 애첩이 있어 본부인 조씨를 사랑하지 않자, 문제는 애첩을 교살했다. 하후상은 비탄에 빠져 발병하여 정신이 이상해졌고, 이미 묻었음에도 다시 보고 싶은 마음을 이기지 못해 무덤까지 나가서 보았다. 문제는 이를 듣고 분노했으나, 구신이었으므로 그에 대한 은총은 이전과 같았다. 이듬해, 병이 더욱 깊어져 서울로 돌아왔다. 문제는 여러 차례 찾아갔고, 손을 잡고 울었다. 죽자 시호를 내려 도후(悼侯)라 했다.

## 《삼국지연의》의 하후상
219년 한중 전투에 형 하후덕과 함께 참가했다. 천탕산 전투에서 촉나라의 노장 황충에게 사로잡혔으며, 진식과 포로 교환하는 도중에 황충의 활에 맞아 중상을 입었다. 이외에는 등장하지 않는다.

## 친척 관계
- 하후덕 (《삼국지연의》에서 형으로 설정)
- 하후상
  - 하후현 (아들)
    - 하후후 (손자)

  - 하후휘(경회황후 하후씨) (딸)
- ? (아우)
  - 하후유 (조카)
- ?
  - 하후봉 (조카)

## 같이 보기
- 삼국지 인물 목록